# Туловићи
Туловићи су насељено мјесто у Босни и Херцеговини у општини Бановићи које административно припада Федерацији Босне и Херцеговине. Према попису становништва из 1991. у насељу је живјело 1.155 становника.

## Становништво
| Националност       | 1991. | 1981. | 1971. | 1961. |
| Муслимани          | 1.148 | 1.201 | 1.100 |       |
| Југословени        | 1     | 22    |       |       |
| Срби               |       | 4     | 4     |       |
| Хрвати             | 1     |       |       |       |
| остали и непознато | 5     | 2     | 4     |       |
| Укупно             | 1.155 | 1.229 | 1.108 | '     |

| Демографија | Демографија | Демографија |
| Година      | Становника  | Становника  |
| ----------- | ----------- | ----------- |
| 1961.       | 914         |             |
| 1971.       | 1.108       |             |
| 1981.       | 1.229       |             |
| 1991.       | 1.155       |             |